# Lago Tay (Vietnam)
Lago Tây (Hồ Tây en vietnamita, que significa Lago del Oeste) es el mayor lago al noroeste de Hanói con un perímetro de 17 km. El lago es un meandro abandonado formado a partir del río Rojo. 
A su vez es un lugar popular en Hanói por sus muchas pagodas, como Tran Quoc y Trấn Quốc Thanh Niên.
- Datos: Q1187394
- Multimedia: West Lake (Hanoi) / Q1187394